# Вулиця Боюк Гала
Вулиця Боюк Гала (азерб. Böyük Qala küçəsi — Велика Фортечна) — вулиця в Баку, в історичному районі Ічері-шехер (Старе місто), яка йде від вулиці Асафа Зейналлі до вулиці Кичик Гала (Шемахинські ворота).
Один з головних туристичних маршрутів Старого міста .

## Історія
Одна з найстаріших вулиць міста, яка частково йде стародавнім караванним шляхом. Складним маршрутом проходить через Старе місто, ділячи його на феодально-аристократичне верхню і торгово-ремісничу нижню частини.
Відвідавши в 1840-х роках Баку Ілля Березін так описував вулицю: «Як неупереджений описувач, я можу рекомендувати в Баку лише одну вулицю, яка невідомими в геометрії лініями йде від Шемахинських воріт і перетинає майже все місто в напрямку до моря»
У березні 1850 року на початку вулиці біля Шемахинських воріт почалося будівництво церкви Святого Миколая. Для будівництва було обрано проект архітектора Бєлова, який виконав його в греко-візантійському стилі. Висота закінченої в 1858 році споруди склала 45 метрів. Церква була освячена на честь святого Миколая Мирлікійського. У 1930 році церква була частково зруйнована і пристосована під цивільні потреби .
У 1970-ті роки була частково знесена стара забудова вулиці (зокрема, будинок Аніф Тагієва) і зведено будівлю Національної енциклопедії .

## Забудова

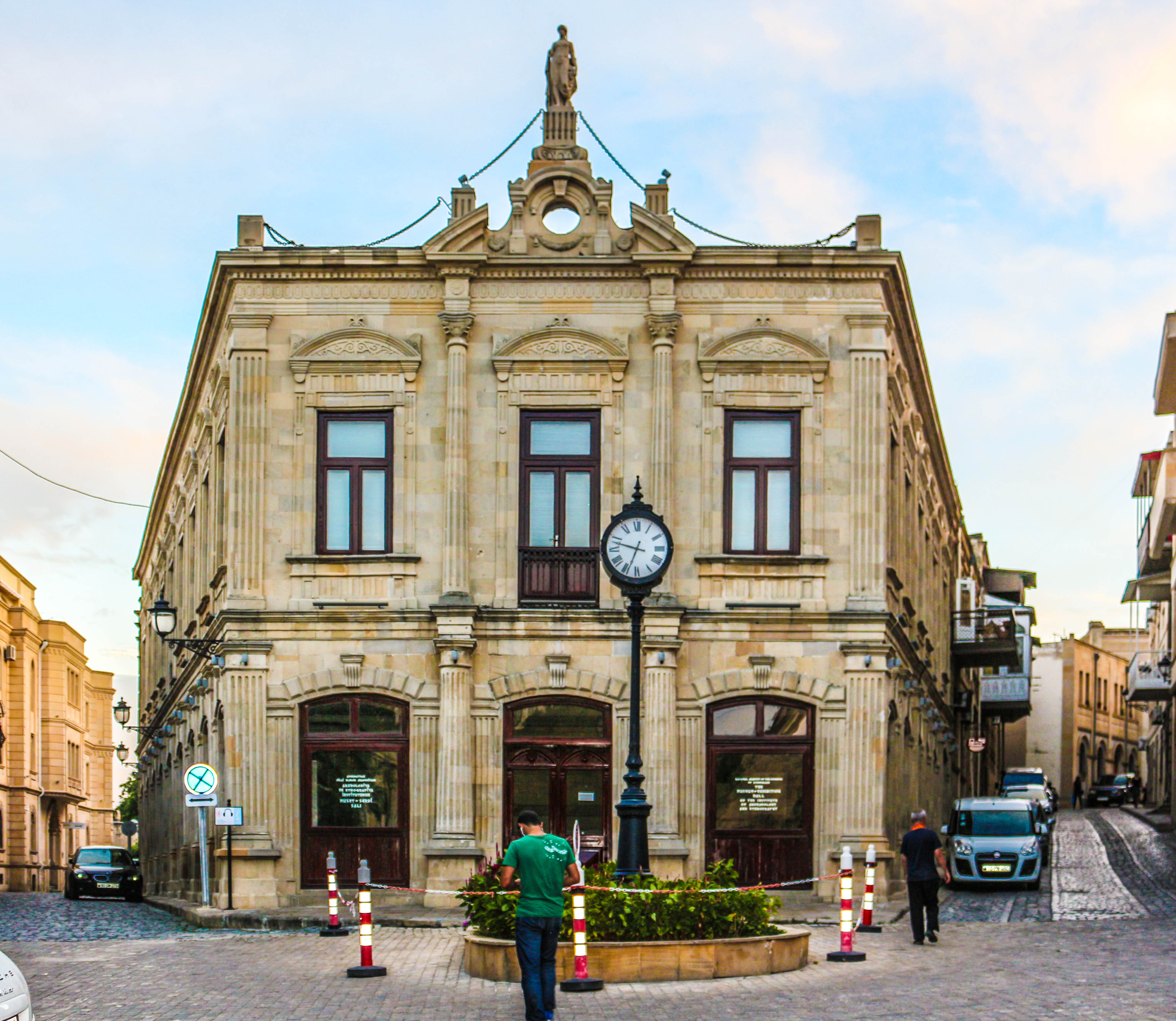
«Будинок з ланцюгами»

- буд. № 9 — Посольство Швейцарії
- буд. 28 — Азербайджанський комітет світу
- буд. 39 — Офіс Ради Європи в Азербайджанській Республіці
- буд. 41 — Науковий центр «Азербайджанська національна енциклопедія»
- буд. 42 — Музей археології та етнографії (Будинок з ланцюгами)[4]
- буд. 44 — Палацовий комплекс бакинських ханів

Ряд будинків на вулиці оголошені пам'ятками архітектури місцевого значення

## Пам'ятки
Пам'ятник Гасан бека Зардабі (Мелікову) перед будівлею Головної редакції Азербайджанської національної енциклопедії.

## Вулиця в кінематографі

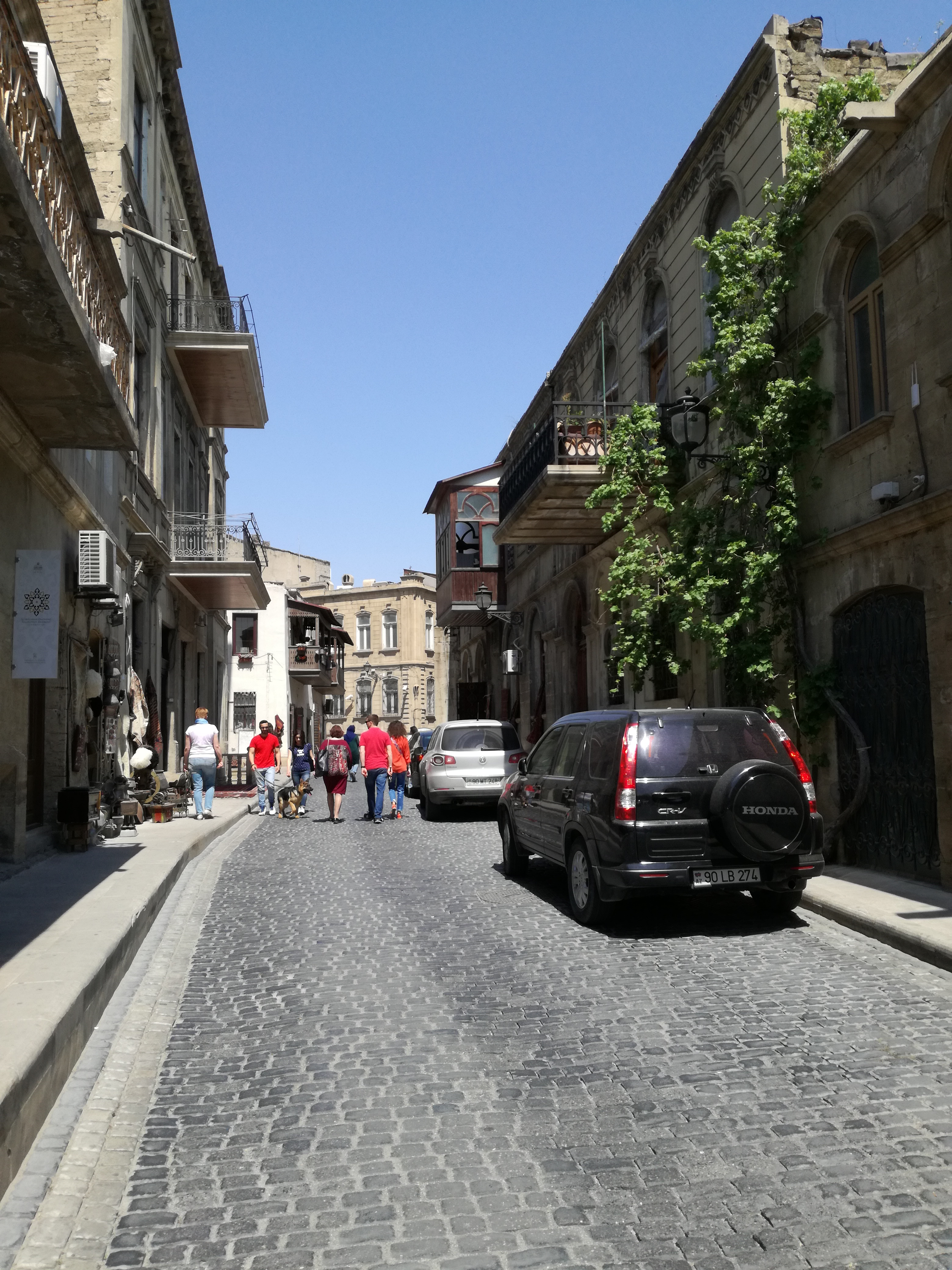
Місце зйомок фільму «Тегеран-43»

Біля виходу вулиці на вулицю Асафа Зейналлі знятий ряд епізодів фільму " Діамантова рука " — Семен Семенович робить фотографії не знявши кришку з об'єктива фотоапарата, над його плечем добре видно мінарет Джума-мечеті, удвох з Козодоєвим вони ухиляються від проїжджаючого верблюда
У фільмі " Тегеран-43 " на вулиці знаходилося ательє Мустафи, тут знімалися епізоди перестрілки героїв фільму
У фільмі " Людина-амфібія " в басейні (спеціально спорудженому для зйомок) на вулиці плескався Іхтіандр

## Вулиця в медіа
На вулиці знято ряд епізодів кліпу «До рассвета» Саті Казанової та Арсеніума